# Segélyhívószám

A 112-es segélyhívószám logója.

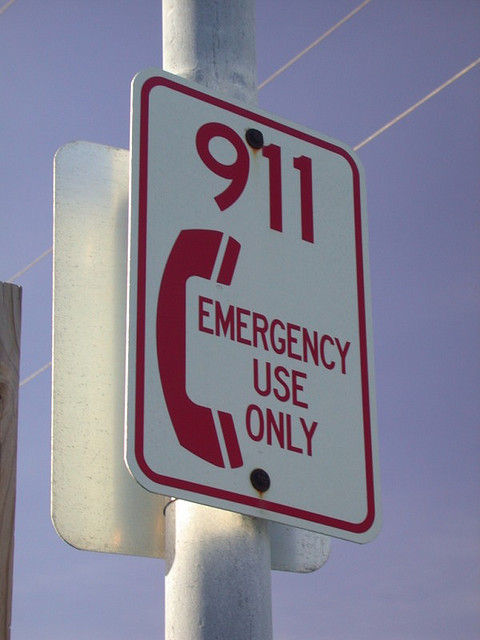
A 911 egy általános segélyhívószám több országban is, mint pl. Kanada, Costa Rica, Salvador, Jordánia, Libéria, Paraguay, Uruguay és az Amerikai Egyesült Államok

A segélyhívószám olyan nyilvános és ingyenes telefon hívószám, mely vész esetén hívható. A szám országonként eltérő, általában egy könnyen megjegyezhető három számjegyű szám, mely gyorsan hívható. Egyes országban több segélyhívószám is létezik különböző típusú vészhelyzetekre. Az Európai Unióban az 1990-es évek óta használatos segélyhívó szám a 112.

## Története

### Telefonközpont szolgálat
Amikor az előretárcsázós telefon korszakát megelőzően vészhelyzet történt, fel kellett venni a telefont, a kezelő megkérdezte, milyen számot kér a hívó, ekkor csak meg kellett mondani neki, hogy küldje a rendőrséget, a tűzoltókat vagy a mentőket. Még a nagyobb városokban is csak ritkán volt szükség ezeket a szolgáltatásokat telefonszámmal kérni. A kisebb városokban ezek a telefonközpontosok gyakran más egyéb szolgáltatásokkal is rendelkezésre álltak, tájékoztattak, hol van orvos, állatorvos vagy rendészet. Gyakran az ő felelősségük volt a városi tűzriasztás bekapcsolása. 
Amikor a kézi kapcsolású rendszereket automatizálni kezdték és a tárcsázórendszerek léptek működésbe, a felhasználók gyakran aggódtak amiatt, hogy a kézi kapcsolással kért segítség nem érkezik meg. Mivel a számok különbözőek voltak az egyes telefonközpontokban, a hívóknak vagy a kezelőt kellett hívni, vagy megkeresni a telefonszámot. Erre volt példa az 1960-as években - a 111-es új-zélandi segélyhívószám bevezetése előtt - Auckland városa, ahol 40 telefonközpont működött, mind más-más segélyhívó számokkal, és a helyi számokat a város 500 oldalas telefonkönyvéből kellett kikeresni. Ezt a problémát részben megoldották az Egyesült Államokban, Kanadában és az Egyesült Királyságban azzal, hogy a 0-t kellett tárcsázni veszély esetén, bár a hívó fél hamarabb juthatott segítséghez, ha közvetlenül hívta a rendőrség vagy tűzoltóság saját számát. Ez a rendszer ennek ellenére Észak-Amerika legnagyobb részében megmaradt egészen az 1970-es évekig.

### Közvetlen számtárcsázás
Az első segélyhívórendszert 1937. július 1-jén Londonban vezették be a 999 szám tárcsázásával, melyet rövid időn belül kiterjesztettek az egész országban. A 999 hívásakor berregő hang hallatszott és egy vörös jelzés villant fel, hogy a kezelő figyelmét felhívja a vészhelyzetre. Figyelmet fordítottak arra, hogy a vészhívószámokat ne lehessen véletlenül tárcsázni. Ezt azzal érték el, hogy a hosszú rezgéssel tárcsázandó 999-et tették meg segélyhívószámnak. A modern időkben ez már problémát okozhat, mivel a mobiltelefonokon ezek a számok is gyorsan tárcsázhatóak egymás után véletlen lenyomás esetén, még akkor is, ha nincs SIM kártya a készülékben. Érkeztek jelentések a 112-es szám véletlen tárcsázásáról is különböző technikai okok miatt, ami arra mutat, hogy a 112-nek is vannak hátrányai mint segélyhívószám.
1946-ban a Southern California Telephone Co. társaság a 116-os számot kezdte erre a célra használni Los Angelesben. A 999-et 1959-ben vett át Winnipeg, Manitoba és Kanada is Stephen Juba, Winnipeg polgármestere sürgetésére. A város 1972-ben váltott át a 911-re, hogy alkalmazkodjon az akkor már általános amerikai segélyhívószámhoz.

## Segélyhívás mobiltelefonokról
A mobiltelefonokon különböző segélyhívószámok használatosak országonként. Azonban egy külföldre utazónak mégsem kell tudnia a helyi vészhívószámot. A mobilkészülékek és a SIM kártyák tartalmaznak néhány előre beprogramozott telefonszámot. Amikor a felhasználó olyan segélyhívószámot tárcsáz, melyet egy GSM vagy 3G készülék ismer, a hálózat automatikusan a helyi segélyhívószámra irányítja a hívást. A legtöbb GSM készüléken akkor is hívható ez a szám, ha a billentyűzet le van zárva, ha nincs a telefonban SIM kártya, vagy akár akkor is, ha a PIN kód megadása helyett tárcsázza ezt a hívó fél.